# خرچنگ گل‌آلود گره‌انگشتی
خرچنگ گل‌آلود گره‌انگشتی (نام علمی: Panopeus lacustris) نام یک گونه از سرده گل‌آلودها است.